# Pandíon (fill d'Erictoni)
Segons la mitologia grega, Pandíon (en grec antic Πανδίων), va ser un rei d'Atenes, fill d'Erictoni i de Praxítea, una nàiade.
Es casà amb Zeuxipe, la seva tia, ja que era germana de la seva mare, i va tenir dos fills i dues filles: Erecteu i Butes, Procne i Filomela.
Va concertar el matrimoni de Procne amb el rei de Tràcia, Tereu, a canvi d'un tractat d'ajuda on Tereu es comprometia a ajudar Pandíon en la seva lluita contra els tebans súbdits de Làbdac. Tereu, enamorat de Filomela, la va violar i li tallà la llengua perquè no pogués parlar. Procne ho va saber i matà el fill que havia tingut amb Tereu i el va donar cuit, per menjar, al seu pare. Es diu que Pandíon va morir de dolor per les desgràcies de les seves filles. Quan va morir, el poder se'l van repartir els seus dos fills. Erecteu va rebre la reialesa, i Butes els sacerdocis.